# Morgan Brian
Morgan Brian (St. Simons, 26 febbraio 1993) è una calciatrice statunitense, centrocampista del Chicago Stars e della nazionale statunitense.

## Carriera

### Club
Ha iniziato la carriera nello Houston Dash, finché nel 2017 è passata al Chicago Red Stars. Dopo una sola stagione si è trasferita in Europa tra le file dell'Olympique Lione, con il quale ha vinto il campionato 2017-2018 e la UEFA Women's Champions League 2017-2018. Al termine della stagione è tornata al Chicago Red Stars.

## Palmarès

### Club

#### Competizioni nazionali
- Campionato francese: 1

Olympique Lione: 2017-2018

#### Competizioni internazionali
- UEFA Women's Champions League: 1

Olympique Lione: 2017-2018

### Nazionale

#### Competizioni giovanili
- Campionato mondiale under 20: 1

2012

#### Competizioni maggiori
- Campionato mondiale: 2

Canada 2015, Francia 2019
- Algarve Cup: 1

2015
- SheBelieves Cup: 3

2016, 2018, 2022
- Tournament of Nations: 1

2018

### Individuale
- U.S. Soccer Athlete of the Year: 1

Miglior giovane: 2014
- Hermann Trophy: 2

2013, 2014